# Drycothaea sallei
Drycothaea sallei es una especie de escarabajo longicornio del género Drycothaea, familia Cerambycidae. Fue descrita científicamente por Thomson en 1868.
Habita en Belice, Guatemala y México. Los machos y las hembras miden aproximadamente 10 mm.